# Philodendron triangulare
Philodendron triangulare är en kallaväxtart som beskrevs av George Sydney Bunting. Philodendron triangulare ingår i släktet Philodendron och familjen kallaväxter. Inga underarter finns listade.